# Osiedle Południe (Zduńska Wola)
Osiedle Południe jest częścią mieszkalną Zduńskiej Woli. Stanowi największe i zarazem najnowsze osiedle mieszkalne, w zabudowie wielorodzinnej w mieście.

## Położenie
Osiedle południe leży w południowej części miasta, pomiędzy dwiema drogami powiatowymi: ulicą Paprocką (do Sędziejowic) i ulicą Złotą (do Zapolic/Widawy). W pobliżu osiedla znajduje się zbiornik retencyjny Kępina, a także Las Paprocki. W południowej części osiedla, znajduje się 5 bloków 6-kondygnacyjnych, które są zarazem najwyższymi w mieście, przez co ta część zwana jest Manhattanem.
Jedną ulicę od osiedla w stronę centrum miasta znajduje się największy i najstarszy park w Zduńskiej Woli im. Stefana Prawdzica Złotnickiego (założyciela miasta). Przy ulicy Paderewskiego i Elizy Orzeszkowej znajdują się bagna.

## Historia
Południe jest osiedlem, na którym najstarsze bloki pochodzą z roku 1985. Zarazem większość bloków została zbudowana do roku 1990, nowsze bloki były już budowane z cegły.
Obecnie na osiedlu cały czas budowane są nowe budynki jednorodzinne, a także miasto wytycza nowe ulice pod budowę bloków. Budowa najnowszego bloku na osiedlu rozpoczęła się w roku 2024 przy ulicy Grażyny Bacewicz.

## Charakterystyka
Osiedle znajduje się już w pobliżu południowej granicy miasta i jest typową „noclegownią” miasta. Jednocześnie jest dobrze skomunikowane z centrum miasta (oddalonym o ok. 7–10 minut) za sprawą MPK Zduńska Wola, m.in. linia nr 3. Większość budynków na osiedlu jest zrealizowana w technologii wielkiej płyty (tzw. „Fadom”). Większość budynków jest 5-kondygnacyjnych. Na osiedlu znajduje się sklep Biedronka, a także liczne mniejsze sklepiki.
W pobliżu osiedla znajduje się Szkoła Podstawowa nr 6 im. Mikołaja Kopernika.
Na terenie osiedla znajduje się parafia rzymskokatolicka pod wezwaniem św. Maksymiliana Marii Kolbego.
SM „Lokator” jako inwestor zastępczy zbudowała w roku 2008 domy w zabudowie szeregowej w centralnej części osiedla. W roku 2009/10 Spółdzielnia rozpoczęła realizację kolejnych szeregowców, tym razem w nowszej części osiedla zwanym „Manhattan”. Na południowym jego krańcu znajdują się natomiast obszary przeznaczone pod zabudowę jednorodzinną.